# 古庄剛
古庄 剛（ふるしょう つよし、1947年4月19日 - ）は、日本の政治家。 元長崎県北松浦郡佐々町長（4期）、元長崎県町村会長。

## 来歴
長崎県北松浦郡佐々町生まれ。長崎県立北松南高等学校（現・長崎県立清峰高等学校）卒業。1972年、佐々町役場入庁。総務理事兼総務課長、副町長などを歴任。
2009年、町長選挙に立候補し、元職の大瀬康政を破り初当選した。2021年、4期目の当選を果たす。
2025年3月8日、官製談合防止法違反などの容疑で逮捕された。2024年7月26日にあった町営松瀬団地の給水管改修工事の指名競争入札をめぐり、古庄は最低制限価格（1657万3300円）に近い価格を業者にもらしたとされる。入札には7社が参加し、佐世保市の土木工事会社が最低制限価格を1万6700円上回る1659万円で落札した。同月19日、町議会は古庄に対する給与の支給を差し止めるための条例改正案を全会一致で可決した。改正条例は同日、施行された。同月28日、官製談合防止法違反などの罪で起訴された。同月29日、図書館の照明のLED化工事の指名競争入札でも入札前に最低制限価格（約2878万円）に近い価格を業者に漏らしたとして、同法違反などの容疑で再逮捕された。4月19日、図書館照明工事に関して同法違反などの罪で追起訴された。同月21日付で保釈された。同月23日、弁護士を通じ町議会に25日付の辞職願を提出した。25日に町議会が全会一致で辞職に同意し、同日付で辞職。これにより町長選は、従来の日程（任期満了）通り6月10日告示、同15日投開票の町議選と同日で実施される。
6月4日に長崎地裁で初公判があり、古庄は起訴内容を認めた。7月10日に同地裁から懲役1年6月、執行猶予3年の判決を言い渡された。